# Antillopsyche ayacara
Antillopsyche ayacara is een schietmot uit de familie Dipseudopsidae. De soort komt voor in het Neotropisch gebied.